# راؤول تروجيلو
راؤول تروجيلو هو ممثل ومخرج مسرحي أمريكي ولد في 8 مايو 1955.

## وصلات خارجية
- راؤول تروجيلو على موقع IMDb (الإنجليزية)
- راؤول تروجيلو على موقع ألو سيني (الفرنسية)
- راؤول تروجيلو على موقع أول موفي (الإنجليزية)
- راؤول تروجيلو على موقع قاعدة بيانات الأفلام السويدية (السويدية)
- راؤول تروجيلو على موقع قاعدة بيانات الفيلم (الإنجليزية)
- راؤول تروجيلو على موقع كينوبويسك (الروسية)